# Krneza
Krneza je naselje u sastavu Općine Ražanca, u Zadarskoj županiji.

## Stanovništvo
Prema popisu iz 2011. naselje je imalo 177 stanovnika.
| broj stanovnika |       |       | 69    | 131   | 136   | 179   |       |       | 234   | 255   | 273   | 298   | 211   | 229   | 196   | 177   | 164   |
|                 | 1857. | 1869. | 1880. | 1890. | 1900. | 1910. | 1921. | 1931. | 1948. | 1953. | 1961. | 1971. | 1981. | 1991. | 2001. | 2011. | 2021. |

## Povijest
Crkva Gospa od Snijega najvjerojatnije je napravljena u 12. stoljeću. Popravljena je 1446. 
Crkva sv. Ivana odrubljene glave prethodno je nosila naziv crkva Gospe od Krneze (Madonna di Chernisi).

## Znamenitosti
- crkva Gospe od Snijega